# Alejandro José Suárez Luzardo
Pour les articles homonymes, voir Suárez.
Alejandro José Suárez Luzardo (né en 1965 à Caracas, Venezuela) est un avocat et un homme politique vénézuélien.
Il est membre du parti Movimiento Sentir Nacional et présenta sa candidature à l'élection présidentielle du Venezuela de 2006.